# 武汉有轨电车
武汉有轨电车是指位于武汉市的有轨电车系统。目前武汉有以下区域已经开始运营或正在修建有轨电车。

## 车都有轨电车
2013年起，武汉经济技术开发区宣布将投资24.5亿元兴建大汉阳地区现代有轨电车（后改称“车都有轨电车”）。该系统首条线路于2013年11月21日开工，2017年7月28日通车。

### 线路

#### 车都T1线
车都T1线全长16.8公里，设站22座，西起黄陵官莲湖路，途经凤凰大道、硃山二路，终点为沌阳大道的车轮广场，可与地铁3号线沌阳大道站无缝换乘。

#### 其他线路
按照远期规划《大汉阳地区公共交通规划》，大汉阳地区到2030年将形成14条有轨电车组成的线网，设站277座，长190.3公里。

## 光谷有轨电车
根据《东湖国家自主创新示范区总体规划（2011-2020年）》，光谷地区将兴建4条有轨电车，即1、3、5、6号线。1号线长9公里沿关山大道布置；3号线长21公里沿珞喻东路、光谷三路布置；5号线长24公里主要沿高新二路；6号线长23公里主要沿高新四路。光谷地区的远期规划为11条有轨电车线路。2014年12月28日，光谷有轨电车T1及T2线动工，2018年4月1日投入运营。